# Lijst van voetbalinterlands Kirgizië - Singapore
Deze lijst van voetbalinterlands is een overzicht van alle officiële voetbalwedstrijden tussen de nationale teams van Kirgizië en Singapore. De landen hebben tot op heden vier keer tegen elkaar gespeeld. De eerste ontmoeting, een kwalificatiewedstrijd voor het Wereldkampioenschap voetbal 2002, werd gespeeld in Singapore op 3 februari 2001. Het laatste duel, een kwalificatiewedstrijd voor de Azië Cup 2023, vond plaats op 8 juni 2022 in Bisjkek.

## Wedstrijden
| № | Plaats    | Datum            | Competitie                 | Wedstrijd            | Uitslag |
| - | --------- | ---------------- | -------------------------- | -------------------- | ------- |
| 1 | Singapore | 3 februari 2001  | WK 2002 kwalificatie       | Singapore – Kirgizië | 0 – 1   |
| 2 | Koeweit   | 27 februari 2001 | WK 2002 kwalificatie       | Kirgizië – Singapore | 1 – 1   |
| 3 | Sharjah   | 11 november 2021 | Vriendschappelijk          | Kirgizië − Singapore | 2 − 1   |
| 4 | Bisjkek   | 8 juni 2022      | Azië Cup 2023 kwalificatie | Kirgizië – Singapore | 2 – 1   |

## Samenvatting
| Competitie            | Totaal gespeeld | Winst Kirgizië | Gelijk | Winst Singapore | Doelsaldo Kirgizië – Singapore |
| --------------------- | --------------- | -------------- | ------ | --------------- | ------------------------------ |
| WK-kwalificatie       | 2               | 1              | 1      | 0               | 2 − 1                          |
| Azië Cup-kwalificatie | 1               | 1              | 0      | 0               | 2 − 1                          |
| Vriendschappelijk     | 1               | 1              | 0      | 0               | 2 − 1                          |
| Totaal                | 4               | 3              | 1      | 0               | 6 − 3                          |

KFU · 
A-internationals · 
Bondscoaches · 
Statistieken · 
Kirgizisch vrouwenelftal · 
Kirgizië U21 · 
Kirgizië U20 · 
Kirgizië U19 · 
Kirgizië U18 · 
Kirgizië U17
1990 – 1999 · 
2000 – 2009 · 
2010 – 2019 ·
2020 − 2029
1992 · 
1993 · 
1994 · 
1995 · 
1996 · 
1997 · 
1998 · 
1999 · 
2000 · 
2001 · 
2002 · 
2003 · 
2004 · 
2005 · 
2006 · 
2007 · 
2008 · 
2009 · 
2010 · 
2011 · 
2012 · 
2013 ·
2014 ·
2015 ·
2016 ·
2017 ·
2018 ·
2019 ·
2020 ·
2021 ·
2022 ·
2023 ·
2024
Afghanistan ·
Australië ·
Azerbeidzjan ·
Bahrein ·
Bangladesh ·
Cambodja ·
China ·
Estland ·
Filipijnen · 
India ·
Indonesië ·
Irak ·
Iran ·
Japan ·
Jemen ·
Jordanië ·
Kazachstan ·
Koeweit ·
Libanon ·
Macau ·
Malediven ·
Maleisië ·
Moldavië ·
Mongolië ·
Myanmar ·
Nepal ·
Noord-Korea ·
Oezbekistan ·
Oman ·
Pakistan ·
Palestina ·
Qatar ·
Rusland ·
Saoedi-Arabië ·
Singapore ·
Sri Lanka ·
Syrië ·
Tadzjikistan ·
Taiwan ·
Thailand ·
Turkmenistan ·
Verenigde Arabische Emiraten ·
Wit-Rusland ·
Zuid-Korea
FAS · 
Lijst van A-internationals · 
Singaporees vrouwenelftal
1960 – 1969 ·
1970 – 1979 ·
1980 – 1989 ·
1990 – 1999 ·
2000 – 2009 ·
2010 – 2019
Afghanistan ·
Argentinië ·
Australië · 
Azerbeidzjan · 
Bahrein · 
Bangladesh · 
Brunei · 
Cambodja · 
Canada · 
China · 
Denemarken · 
Fiji ·
Filipijnen · 
Finland · 
Ghana · 
Guam ·
Hongkong · 
India · 
Indonesië · 
Irak · 
Iran · 
Israël · 
Japan · 
Jemen ·
Jordanië · 
Kazachstan · 
Kirgizië · 
Koeweit · 
Laos · 
Libanon · 
Macau · 
Malediven · 
Maleisië · 
Mauritius ·
Mongolië · 
Myanmar · 
Nepal · 
Nieuw-Zeeland · 
Noord-Korea · 
Noorwegen · 
Oezbekistan · 
Oman · 
Oost-Timor · 
Pakistan · 
Palestina · 
Papoea-Nieuw-Guinea ·
Polen · 
Qatar ·
Salomonseilanden · 
Saoedi-Arabië · 
Sri Lanka · 
Syrië · 
Tadzjikistan · 
Taiwan · 
Thailand · 
Turkmenistan · 
Uruguay · 
Verenigde Arabische Emiraten · 
Vietnam · 
Zuid-Korea · 
Zuid-Vietnam · 
Zweden